# ترانسیلوانی (فیلم)
«ترانسیلوانی» (انگلیسی: Transylvania (film)) یک فیلم به کارگردانی تونی گاتلیف است که در سال ۲۰۰۶ منتشر شد. از بازیگران آن می‌توان به آسیا آرجنتو و آمیرا کاسار اشاره کرد.